# Marija Medičejska
Marija Medičejska, toskanska princesa in kasneje francoska kraljica, * 26. april 1575, Firence, † 3. julij 1642, Köln.
Bila je druga žena francoskega kralja Henrika IV., od 1610 francoska kraljica, regentka svojemu sinu Ludviku XIII. (1610 - 1617).
Po rodu je bila hči Medičejca toskanskega nadvojvode Franca I. in Ivane Avstrijske, vnukinje nemškega cesarja Ferdinanda I. Na poroki v Firencah v oktobru 1600 je 20 let starejšega ženina zastopal Marijin stric Ferdinand I. Medičejski, ki je prispeval doto 600.000 kron (ki je prišla prav za kritje Henrikovih dolgov).
Na francoskem dvoru je bila Marija sovražno sprejeta. Kralj se je še naprej družil s prejšnjimi ljubicami in prizadevanje kraljice, da bi z naklonjenostjo pridobila kralja med dvorjani, vajenimi francoske dvorne etike, ni vzbudilo simpatij. 
13. maja 1610 je bila Marija v baziliki Saint-Denis kronana za kraljico in že naslednji dan je Henrika do smrti zabodel verski fanatik. Neizkušena  v vladanju, ne preveč bistra in izredno trmasta, je kmalu padla pod vpliv svoje mladostne italijanske prijateljice, sedaj dvorne dame, in njenega brezvestnega moža, pustolovca Concina Concinija, ki mu je dala naziv markiza in ga vključila v državni svet. Začela je podpirati interese katolikov in španskih Habsburžanov in si s tem pridobivala vse več nasprotnikov. Z dvojno poroko v novembru 1615, med svojim sinom Ludvikom in špansko princeso Ano Avstrijsko ter svojo hčerko Elizabeto in španskim prestolonaslednikom Filipom, je želela utrditi zvezo med kraljevinama. 1616 je pripeljala na dvor vojvodo Armanda Jeana Plessisa, kasnejšega kardinala Richelieua in ga vključila v vlado.
1617, v starosti 16 let, se je Ludvik XIII. s pomočjo svojega izvoljenca z imenom Charles d'Albert, duc de Luynes, osvobodil patronata svoje matere in njenega svetovalca Concinija. Slednjega je dal umoriti, njegovo ženo je proglasil za čarovnico,  kraljico je zaprl v grad Blois ob Loiri, Richelieua pa poslal nazaj v njegovo škofijo.
Po dveh letih je kraljica pobegnila in se pridružila uporu aristokratov, ki ga je vodil Ludvikov brat Gaston d'Orleans. Upornike je kraljeva vojska hitro razgnala. Richelieu je spravil sina z materjo, ki ji je dovolil majhen dvor v Angersu. 1621 je dobila nazaj svoje mesto v kraljevem svetu. Palačo Luksemburg, ki si jo je dala zgraditi v Parizu po italijanskem vzoru že po začetku regentstva, je tedaj okrasila z 21 velikimi Rubensovimi platni, ki prikazujejo dogodke iz njenega življenja (sedaj so razstavljena v Louvru: Iz življenja Marije Medičejske - angleščina).
Tedaj je umrl vojvoda Luynes in kralj je zaupal vodstvo države Richelieuu. Ta je začel spreminjati politiko napram Španiji, kar kraljici ni bilo všeč. Prišlo je do konfrontacije, v kateri se je kralj odločil za Richelieua. 1630 je mater zaprl v grad v Compiegne , od koder pa je pobegnila na Nizozemsko. Ker jo je tudi  razlastil, je nihče ni hotel za stalno sprejeti in si s tem nakopati kraljeve jeze. Tavala je po Nizozemski, Švici in Angliji, dokler ji ni slikar Rubens ponudil majhnega stanovanja v Kölnu, kjer je lahko skromno živela do smrti.
Marija je imela 6 otrok:
1. Ludvik XIII., francoski kralj, * 27. september 1601, + 14. maj 1643, poročen Ana Avstrijska
2. Elizabeta, * 22. november 1602, + 6. oktober 1644, poročena s Filipom IV., španskim kraljem
3. Kristina Marija, * 12. februar 1606, + 27. december 1663, poročena z Viktorjem Amadejem I., vojvoda Savojski
4. Nikolaj Henrik, vojvoda Orleanski, * 16. april 1607, + 17. november 1611
5. Gaston, vojvoda Orleanski, * 25. april 1608, + 2. februar 1660, poročen z Marijo Burbonsko, vojvodinjo Montpensier in drugič z Margareto Lotarinško
6. Henrika Marija, * 25. november 1609, + 10. september 1669, poročena s Karlom I., angleškim kraljem
1. 1 2 3  Record #118577778 // Gemeinsame Normdatei — 2012—2016.
2. ↑  RKDartists
3. ↑  Find a Grave — 1996.
4. ↑  Nacionalna zbirka normativnih podatkov Češke republike